# NGC 1833
NGC 1833 este o galaxie situată în constelația Platoul. A fost descoperită în 12 noiembrie 1836 de către John Herschel.